# Fútbol Club Juárez
El Fútbol Club Juárez, también conocido como Bravos de Juárez o Los Bravos, es un club de fútbol profesional de la Primera División de México con sede en Ciudad Juárez, Chihuahua, México. Fue fundado el 29 de mayo de 2015, juega de local en el Estadio Olímpico Benito Juárez, que cuenta con una capacidad para 19 703 personas y se encuentra ubicado en el área de El Chamizal.

## Historia

### Fundación
El Fútbol Club Juárez fue fundado en 2015 como una iniciativa de parte de un grupo de empresarios, encabezados por Alejandra de la Vega, para devolverle a la ciudad el fútbol en la liga de plata, después de la desafiliación del Club de Futbol Indios a finales del 2011.

### Ascenso MX
El 29 de mayo de 2015, se aprobó la extensión de plazas del Ascenso MX para la temporada 2015-2016, en la cual se dio luz verde para el ingreso de los Cimarrones de Sonora y el Futbol Club Juárez. El 5 de junio se anunció a Sergio Orduña Carrillo como el técnico del equipo. El 11 de junio el equipo contrató a 22 jugadores en el draft del futbol mexicano, de cara al Torneo Apertura 2015. El 14 de julio se dio la presentación oficial del equipo, en donde se anunció que el nombre se mantendría como FC Juárez y el apodo sería "Bravos"; además, se mostró el escudo definitivo del club.

#### Apertura 2015
El Fútbol Club Juárez jugó su primer partido oficial en su historia en la Liga de Ascenso de México el 25 de julio de 2015 en contra del conjunto de los Lobos de la BUAP, terminó el torneo en segundo lugar con 29 puntos. En cuartos de final se enfrentó al séptimo lugar ocupado por Cafetaleros de Tapachula, ganándole por global de 2-1. En semifinales, le tocó enfrentarse con Mineros de Zacatecas quedando la ida 1-1 y la vuelta 1-0 a favor del equipo fronterizo, y en la gran final, los Potros de Hierro del Atlante vencieron en la ida 1-0, pero el Fútbol Club Juárez reaccionó y en casa ganó por 3-0, por lo que se coronó campeón en la Liga de Ascenso de México, obteniendo medio boleto para disputar la final contra el campeón del Torneo Clausura 2016 Liga de Ascenso por el pase a la primera división, mejor llamada Liga Bancomer MX, (en caso de ganar la Clausura 2016 pasa directamente).
Alineación Campeonato Apertura 2015
| Num | Nac               | Pos  | Jugador            |
| --- | ----------------- | ---- | ------------------ |
| 31  | Bandera de México | POR  | Sebastián Jurado   |
| 12  | Bandera de México | DEF  | J.C. Rojas         |
| 4   | Bandera de México | DEF  | Miguel Morales     |
| 2   | Bandera de Brasil | DEF  | Gilberto Barbosa   |
| 5   | Bandera de México | DEF  | Eder Borelli       |
| 6   | Bandera de México | MED  | Edgar Mejía        |
| 25  | Bandera de México | MED  | José Tehuitzil     |
| 10  | Bandera de México | MED  | Gael Sandoval      |
| 8   | Bandera de Brasil | MED  | Wanderley De Jesús |
| 7   | Bandera de México | DEL  | Mario Ortiz        |
| 9   | Bandera de Brasil | DEL  | Leandro Carrijo    |
|     |                   |      |                    |
| 3   | Bandera de México | MED  | Edgar Pacheco      |
| 26  | Bandera de México | DEF  | Marco Antonio      |
| 13  | Bandera de México | MED  | Pablo Metlich      |
|     |                   |      |                    |
|     | Bandera de México | D.T. | Sergio Orduña      |

### Compra de franquicia para participar en Primera División
El 11 de junio de 2019, la Liga dio a conocer por medio de un comunicado oficial que, tras la aprobación de la Asamblea de General de Clubes de la Liga MX, se acordó la Sustitución del Certificado de Afiliación del Club Lobos BUAP al Club FC Juárez. Por tal motivo, el Club FC Juárez participará en la Temporada 2019-2020 de la primera división, manteniendo el mismo cociente del Club Lobos BUAP y adquiriendo, además, todas las obligaciones deportivas, es decir, su participación en los Torneos de Fuerzas Básicas Sub-13, Sub-15, Sub-17 y Sub-20, además de la LIGA MX Femenil.

## Uniforme

### Uniformes actuales
- Uniforme local: Camiseta verde con franjas verdes poco notorias en el medio, Shorts verdes y medias verdes.
- Uniforme visitante: Camiseta negra con detalles verdes, shorts negros y medias negras.
- Uniforme alternativo: Camiseta blanca con detalles rojos y negros con el escudo en honor de los indios de cd juarez, pantalón blanco con detalles en rojo y medias blancas.

| Primer Uniforme | Segundo Uniforme | Tercer Uniforme |

### Uniformes anteriores
| 2022-2023       | 2022-2023        | 2022-2023       | 2022-2023         | 2022-2023 | 2022-2023 | 2022-2023 | 2022-2023 | 2022-2023 | 2022-2023 | 2022-2023 | 2022-2023 |
| --------------- | ---------------- | --------------- | ----------------- | --------- | --------- | --------- | --------- | --------- | --------- | --------- | --------- |
| Primer Uniforme | Segundo Uniforme | Tercer Uniforme |                   |           |           |           |           |           |           |           |           |
| 2021-2022       |                  |                 |                   |           |           |           |           |           |           |           |           |
| Primer Uniforme | Segundo Uniforme | Tercer Uniforme | Uniforme Especial |           |           |           |           |           |           |           |           |
| 2020-2021       |                  |                 |                   |           |           |           |           |           |           |           |           |
| Primer Uniforme | Segundo Uniforme | Tercer Uniforme | Uniforme Especial |           |           |           |           |           |           |           |           |
| 2019-2020       |                  |                 |                   |           |           |           |           |           |           |           |           |
| Primer Uniforme | Segundo Uniforme | Tercer Uniforme | Uniforme Especial |           |           |           |           |           |           |           |           |
| 2018-2019       |                  |                 |                   |           |           |           |           |           |           |           |           |
| Primer Uniforme | Segundo Uniforme | Tercer Uniforme |                   |           |           |           |           |           |           |           |           |
| 2017-2018       |                  |                 |                   |           |           |           |           |           |           |           |           |
| Primer Uniforme | Segundo Uniforme | Tercer Uniforme |                   |           |           |           |           |           |           |           |           |
| 2016-2017       |                  |                 |                   |           |           |           |           |           |           |           |           |
| Primer Uniforme | Segundo Uniforme | Tercer Uniforme |                   |           |           |           |           |           |           |           |           |
| 2015-2016       |                  |                 |                   |           |           |           |           |           |           |           |           |
| Primer Uniforme | Segundo Uniforme | Tercer Uniforme |                   |           |           |           |           |           |           |           |           |

### Indumentaria y patrocinadores
A continuación se enumeran en orden cronológico el fabricante de las indumentarias y patrocinadores del club:
| Periodo         | Proveedor | Logo |
| --------------- | --------- | ---- |
| 2015 - 2017     | Umbro     |      |
| 2017 - 2021     | Carrara   |      |
| 2021 - 2025     | Sporelli  |      |
| 2025 - presente | Joma      |      |

| Periodo       | Patrocinio |
| ------------- | ---------- |
| 2015 - 2017   | Del Río    |
| 2017 - 2018   | S-Mart     |
| 2018 - 2019   | Del Río    |
| 2019 - 2022   | S-Mart     |
| 2022 - 2024   | Betcris    |
| 2025-Presente | Caliente   |

## Estadio
Fue construido en octubre de 1980 e inaugurado el 12 de mayo de 1981 con un partido de fútbol entre la Selección de fútbol de México y el Atlético de Madrid. Fue cedido en comodato por parte del Gobierno del Estado a la UACJ, a partir de 1986. Ha sido el estadio de diversos equipos profesionales de Juárez como Cobras de Ciudad Juárez e Indios de Ciudad Juárez, tiene capacidad para 22 300 aficionados y alberga los partidos de local del Fútbol Club Juárez de la Liga MX.

## Jugadores

### Plantilla: Apertura 2025
- De acuerdo con los reglamentos vigentes, de competencia de la Liga MX (2025-26) y de participación por formación de la FMF (2021), los equipos de la primera división están limitados a tener registrados en sus planteles un máximo de nueve jugadores no formados en México (NFM), de los cuales solo ocho pueden ser convocados por partido y únicamente siete podrán tener participación. Esta categoría de registro, no solo incluye a los extranjeros, sino también a los mexicanos por naturalización. Los jugadores que obtengan su carta de naturalización durante el torneo, permanecerán con el registro de su nacionalidad de origen hasta el certamen siguiente; no obstante, si un jugador naturalizado participa de un partido de competencia oficial con la selección mexicana, podrá ser registrado como «formado en México» para la campaña siguiente.[12][13]
- En virtud de lo anterior, la nacionalidad expuesta aquí, corresponde a la del registro formal ante la liga, indistintamente de otros criterios como doble nacionalidad, la mencionada naturalización o la representación de un seleccionado nacional distinto al del origen registrado.
- En cumplimiento de lo dispuesto por el artículo 28 del reglamento de competencia, los clubes deberán acumular un mínimo de 1170 minutos jugados por elementos formados en México (FM), nacidos a partir del 1 de enero de 2003; para ello, y de conformidad con los artículos 8, 9 y 10, podrán utilizar jugadores de sus equipos de categorías menores que participan en las Ligas de Fuerzas Básicas; o en caso de tenerlas, de sus filiales de Liga de Expansión, Liga Premier y Liga TDP. Todo lo anterior con el formato de «carnet único», es decir, la autorización formal de la FMF para jugar en todos los equipos ligados a la misma institución. Por lo cual, para los efectos de esta tabla, solo aparecerán los jugadores registrados en la fuente principal (sitio oficial de la Liga MX) para el primer equipo, y no aquellos que en el lapso del certamen disputen partidos para cumplir la regla de menores, sin estar inscritos en el plantel principal.[14]

### Altas y bajas: Apertura 2025
| Altas              | Altas         | Altas                            | Altas        | Altas |
| Jugador            | Posición      | Procedencia                      | Tipo         |       |
| ------------------ | ------------- | -------------------------------- | ------------ | ----- |
| Guillermo Ruiz     | Portero       | Club Deportivo Leganés B         | Traspaso     |       |
| Alejandro Mayorga  | Defensa       | Club Necaxa                      | Traspaso     |       |
| Diego Ochoa        | Defensa       | Club Deportivo Guadalajara       | Préstamo     |       |
| Homer Martínez     | Defensa       | Deportivo Independiente Medellín | Traspaso     |       |
| Rodolfo Pizarro    | Mediocampista | Mazatlán Fútbol Club             | Traspaso     |       |
| Raymundo Fulgencio | Delantero     | Tigres de la UANL                | Traspaso     |       |
| Ricardinho         | Delantero     | Clube Desportivo Santa Clara     | Agente Libre |       |

| Bajas            | Bajas         | Bajas                      | Bajas           | Bajas |
| Jugador          | Posición      | Destino                    | Tipo            |       |
| ---------------- | ------------- | -------------------------- | --------------- | ----- |
| Diego Campillo   | Defensa       | Club Deportivo Guadalajara | Baja            |       |
| Haret Ortega     | Defensa       | Club Santos Laguna         | Préstamo        |       |
| Ralph Orquin     | Defensa       | Club América               | Fin de préstamo |       |
| Karel Campos     | Mediocampista | Cancún Fútbol Club         | Traspaso        |       |
| Avilés Hurtado   | Mediocampista | Deportivo Cali             | Baja            |       |
| Álex Méndez      | Mediocampista | Bandera de ?               | Baja            |       |
| Manuel Castro    | Mediocampista | Liverpool Fútbol Club      | Baja            |       |
| Saminu Abdullahi | Mediocampista | Bandera de ?               | Baja            |       |
| César López      | Delantero     | Venados Fútbol Club        | Baja            |       |

### Jugadores Internacionales
- En negrita jugadores parte de la última convocatoria en la correspondiente categoría.

| Selección      | Categoría | No. | Jugador(es)                    |
| -------------- | --------- | --- | ------------------------------ |
| Estados Unidos | Sub-23    | 1   | Sebastian Saucedo              |
| México         | Sub-23    | 2   | Diego Campillo, Denzell García |

## Entrenadores
| Entrenador         | Período                            |
| ------------------ | ---------------------------------- |
| Sergio Orduña      | 5 de jun. 2015 - 15 de nov. 2016   |
| Miguel Fuentes     | 1 de dic. 2016 - 19 de mar. 2018   |
| Tomás Campos       | 19 de mar. 2018 - 1 de may. 2018   |
| Gabriel Caballero  | 4 de jun. 2018 - 26 de nov. 2020   |
| Luis Fernando Tena | 28 de nov. 2020 - 15 de mar. 2021  |
| Alfonso Sosa       | 17 de mar. 2021 - 3 de jun. 2021   |
| Ricardo Ferretti   | 3 de jun. 2021 - 5 de may. 2022    |
| Hernán Cristante   | 26 de may. 2022 - 3 de abr. 2023   |
| Diego Mejía        | 4 de abr. 2023 - 30 de ene. 2024   |
| Maurício Barbieri  | 8 de feb. 2024-29 de oct. 2024     |
| Salvador Valero    | 29 de oct. de 2024-29 de nov. 2024 |
| Martín Varini      | 29 de nov. de 2024-presente        |

- Los entrenadores interinos aparecen en cursiva.

## Presidentes
| - Alejandra de la Vega (2015-2016) - Juan Carlos Talavera (2016-2020) - Guillermo Cantú (2020-2021) - Miguel Ángel Garza (2021-2023) - Luis Rodríguez (2023-ACT) |

## Estadísticas
| Competición | PJ  | PG  | PE | PP  | GF  | GC  | Dif. |
| ----------- | --- | --- | -- | --- | --- | --- | ---- |
| Liga MX     | 179 | 43  | 46 | 92  | 182 | 276 | -94  |
| Ascenso MX  | 122 | 52  | 34 | 36  | 147 | 118 | +29  |
| Copa MX     | 50  | 19  | 14 | 17  | 67  | 64  | +3   |
| Total       | 351 | 114 | 94 | 145 | 396 | 458 | -62  |

### Máximos goleadores históricos
| #  | Jugador           | Período                | Total | LMX | CPA | ASC |
| -- | ----------------- | ---------------------- | ----- | --- | --- | --- |
| 1  | Leandro Carrijó   | 2015 – 2020            | 73    | 1   | 11  | 61  |
| 2  | Dario Lezcano     | 2019 – 2023            | 33    | 31  | 2   | –   |
| 3  | Lucas da Silva    | 2017 – 2019            | 18    | –   | 4   | 14  |
| 4  | Mario Ortiz       | 2015 – 2018            | 14    | –   | 3   | 11  |
| 5  | Diego Rolán       | 2019 – 2020, 2021–2022 | 13    | 12  | 1   | –   |
| 6  | Gabriel Fernández | 2021 – 2023            | 12    | 12  | –   | –   |
| 7  | Gabriel Hachen    | 2018 – 2020            | 11    | –   | 2   | 9   |
| 8  | Elson Dias        | 2016 – 2020            | 10    | –   | 0   | 10  |
| 9  | Rodrigo Prieto    | 2017 – 2018            | 10    | –   | 2   | 8   |
| 10 | Flavio Santos     | 2015 – 2022            | 10    | 4   | 5   | 1   |

- Actualizado al 17 de febrero de 2023. Se contabilizan todos los goles incluyendo Liga MX y Ascenso MX.
- (En negritas) Jugadores en activo con el club.

Simbología:

LIG: Liga MX

CPA: Copa México

ASC: Liga de Ascenso

## Palmarés

### Torneos oficiales
| Competición nacional     | Títulos       | Subcampeonatos               |
| ------------------------ | ------------- | ---------------------------- |
| Copa MX (0/1)            |               | Clausura 2019                |
| Ascenso MX (1/2)         | Apertura 2015 | Clausura 2017, Apertura 2017 |
| Campeón de Ascenso (0/1) |               | 2015-16                      |

## Temporadas
| Temporada     | División   | Posición              | Copa           |
| ------------- | ---------- | --------------------- | -------------- |
| Apertura 2015 | Ascenso MX | 2° (Campeón)          | No participó   |
| Clausura 2016 | Ascenso MX | 10°                   | Cuartos        |
| Apertura 2016 | Ascenso MX | 10°                   | Octavos        |
| Clausura 2017 | Ascenso MX | 4° (Subcampeón)       | Cuartos        |
| Apertura 2017 | Ascenso MX | 2° (Subcampeón)       | Fase de grupos |
| Clausura 2018 | Ascenso MX | 13°                   | Fase de grupos |
| Apertura 2018 | Ascenso MX | 1° (Semifinal)        | Cuartos        |
| Clausura 2019 | Ascenso MX | 14°                   | Subcampeón     |
| Apertura 2019 | Liga MX    | 16°                   | Semifinales    |
| Clausura 2020 | Liga MX    | 8° (Cancelado)        | Semifinales    |
| Apertura 2020 | Liga MX    | 13°                   | Cancelado      |
| Clausura 2021 | Liga MX    | 16°                   | Cancelado      |
| Apertura 2021 | Liga MX    | 16°                   | Cancelado      |
| Clausura 2022 | Liga MX    | 18°                   | Cancelado      |
| Apertura 2022 | Liga MX    | 11° (Reclasificación) | Cancelado      |
| Clausura 2023 | Liga MX    | 16°                   | Cancelado      |
| Apertura 2023 | Liga MX    | 15°                   | Cancelado      |
| Clausura 2024 | Liga MX    | 12°                   | Cancelado      |
| Apertura 2024 | 12°        |                       |                |

## Datos del club
- Torneos Liga MX: 8
- Torneos Ascenso MX: 8
- Participaciones en Copa MX: 8